# Скулино (Тверская область)
Скулино — деревня в Кимрском районе Тверской области. Входит в состав Центрального сельского поселения.

## География
Находится в юго-восточной части Тверской области на расстоянии приблизительно 6 км на северо-восток по прямой от районного центра города Кимры на левом берегу Волги.

## История
Известна была с 1635 года как деревня с 7 дворами. В 1780-х годах 23 двора, в 1806 — 32. В 1859 году здесь (деревня Корчевского уезда Тверской губернии) было учтено 17 дворов, в 1887 — 36.

## Население
Численность населения: 179 человек (1780-е годы), 184 (1806),, 150 (1859 год), 167 человека (1887), 40 (русские 97 %) в 2002 году, 27 в 2010.